# Bókadeild Føroya Lærarafelags
Bókadeild Føroya Lærarafelags (Færøernes Lærerforenings Forlag), ofte kaldt Bókadeildin eller forkortet til BFL er et færøsk forlag, som blev etableret i 1956 af Føroya Lærarafelag (Færøernes Lærerforening). BFL har udgivet mange bøger, specielt til børn og unge. Lærerforeningen har også en bogklub, hvor forældre kan få bøger tilsendt nogle gange om året, tilpasset barnets alder. Bøgerne kan også købes i boghandler rundt omkring på øerne. 

## Historie
Bókadeild Føroya Lærarafelags blev etableret i 1956. En som har været med bestyrelsen i mange år var Svenning Tausen, som var bestyrelsesmedlem fra 1958 til 1965 og igen fra 1987 til 2001 og var medvirkende til at BFL blev et velfungerende forlag.
Forlaget har udgivet Barnablaðið siden 1959. Den første bestyrelse bestod af: Jákup Bærentsen, Jens Pauli Heinesen, Jákup Martin Kjeld og Svenning Tausen.
I 1968 blev Bókamiðsølan etableret. Denne varetager distributionen af færøske bøger fra forlag til boghandler og i nogle tilfælde direkte til forbruger. Føroya Skúlabókagrunnur var et forlag, som udgav bøger til undervisning i folkeskolen. Forlaget blev fusioneret med KT-depilin og Landsmiðstøðin fyri undirvísingaramboð i 2010 til Nám.
Bókadeild Føroya Lærarafelags er et af de største på Færøerne. Føroya Lærarafelag (Færøernes Lærerforening) ejer Bókadeild Føroya Lærarafelags. I 1985 ansatte forlaget Ingrið Sondum som leder, for at kunne tage sig af bogudgave. I 1997 blev Niels Jákup Thomsen ansat som leder af Bókadeildin. 
Hvert år siden forlaget blev etableret, har de udgivet "Mín jólabók" (Min julebog). De første julebøger var udgivet i paperback udgaver, men siden 2004 er Mín jólabók udkommet som en stor fotobog i farver og i hardback. Min julebog indeholder nyt materiale i form af noveller, digte, opgaver at løse og andet. Den nye og ændrede udgave af Min julebog er nu som en slags julekalender med en historie, digt eller aktivitet for hver dag fra 1. december til juleaften.

## Eksterne links
- Officiel hjemmeside